# Gmina Zall-Dardhë
Gmina Zall-Dardhë (alb. Komuna Zall-Dardhë) – gmina  położona w środkowej części Albanii. Administracyjnie należy do okręgu Dibra w obwodzie Dibra. W 2011 roku populacja gminy wynosiła 1051 w tym 498 kobiet oraz 533 mężczyzn, z czego Albańczycy stanowili 87,06% mieszkańców.
W skład gminy wchodzi dziewięć miejscowości: Lashkiza, Lugjej, Mënësh, Nezhaj, Qana, Sorica, Shënlleshi, Tartaj, Zall-Dardha.